# Contrappesi per manubri

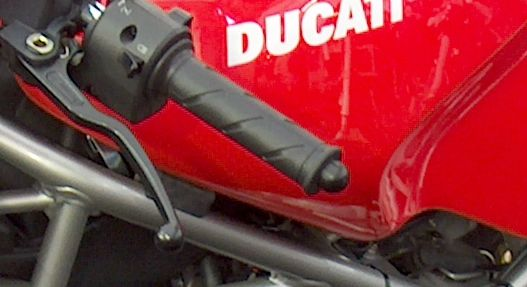
Manubrio con contrappeso

I contrappesi per manubri o anche stabilizzatori sono elementi di metallo, che vengono montati sul manubrio per poter migliorare il comfort di guida.

## Descrizione
Il contrappeso è un cilindro di materiale metallico pesante, che serve per conferire una riduzione delle vibrazioni ed evitare che la mano e/o il braccio siano intorpiditi nei lunghi viaggi, inoltre possono migliorare la stabilità del mezzo dato l'aumento dell'inerzia per la rotazione del manubrio (coadiuvando la funzione dell'ammortizzatore di sterzo) e offrono una protezione del manubrio in caso di caduta, generalmente questi dispositivi sono utilizzati principalmente per manubri poco larghi e in particolar modo con i semimanubri.
Questi contrappesi possono essere integrati nel manubrio e non visibili esternamente o essere removibili/intercambiabili e visibili, in quest'ultimo caso possono essere disponibili con diversi pesi, inoltre svolgendo anche una funzione estetica, possono avere diverse colorazioni o trame, al contempo, soprattutto quando svolgono solo una funzione estetica, vengono prodotti anche in leghe leggere.

## Principio di funzionamento
Le vibrazioni vengono scaricate sui contrappesi

## Misure
I contrappesi non sono tutti uguali, ma variano in più misure:
- Diametro interno, diametro interno del tubo manubrio a cui può essere montata
- Peso, la manopola può essere di vario peso, a seconda se sono più per uso estetico o funzionale

## Manutenzione/gestione
I contrappesi si possono rovinare con le cadute o gli agenti atmosferici, per questo alcune volte devono essere sostituiti o riverniciati.
- Rimozione, per poter rimuovere un contrappeso è sufficiente allentare leggermente la vite che dilata il sistema di fissaggio, questa manovra è utile qualora si debba sostituire o riposizionare in modo corretto il contrappeso.
- Inserimento, l'inserimento del contrappeso è molto semplice, difatti è sufficiente inserire il contrappeso nel manubrio con il sistema di fissaggio allentato, eventualmente bisognerà forare la manopola nel caso questa non sia predisposta per il contrappeso.
- Bloccaggio, per poter far sì che il contrappeso non si muova dalla sua sede è sufficiente avvitare la vite posta al suo estremo esterno, in modo da agire sul sistema di fissaggio, che si dilata e fissa il contrappeso.